# Beauprea
Beauprea es un género de árboles perteneciente a la familia Proteaceae. 

## Taxonomía
Beauprea fue descrito por Brongn. & Gris y publicado en Bulletin de la Société Botanique de France 18: 243. 1871. La especie tipo es: Beauprea gracilis Brongn. & Gris.

## Especies aceptadas
A continuación se brinda un listado de las especies del género Beauprea aceptadas hasta abril de 2012, ordenadas alfabéticamente. Para cada una se indica el nombre binomial seguido del autor, abreviado según las convenciones y usos.
- Beauprea asplenioides Schltr.
- Beauprea balansae Brongn. & Gris
- Beauprea comptonii S.Moore
- Beauprea congesta Virot
- Beauprea crassifolia Virot
- Beauprea filipes Schltr.
- Beauprea gracilis Brongn. & Gris
- Beauprea montana (Brongn. & Gris) Virot
- Beauprea montis-fontium Guillaumin
- Beauprea neglecta Virot
- Beauprea pancheri Brongn. & Gris
- Beauprea penariensis Guillaumin
- Beauprea spathulifolia Brongn. & Gris